# František Antonín Sedlnický z Choltic
František Antonín Vilém Sedlnický z Choltic (německy Franz Anton Wilhelm von Sedlnitzky, † 21. dubna 1700 nebo 30. dubna 1706) byl český šlechtic ze slezské linie svobodných pánů Sedlnických z Choltic.

## Život
Narodil se jako syn Bohuslava Sedlnického z Choltic a jeho manželky Anny Marie Vilčkové z Dobré Zemice.
Poprvé zmíněn roku 1613 v Polské Ostravě. V roce 1696 získal panství Bílovec a nechal sepsat místní urbář. V roce 1699 koupil vesnice Hrabství a Kunčice.
František Antonín Sedlnický z Choltic zemřel 21. dubna 1700 nebo 30. dubna 1706.

### Manželství a rodina
Dne 15. května se v Bílovci oženil s Bohunkou (Beátou) Alžbětou († 3. srpna 1731), dcerou Václava Zikmunda Sedlnického z Choltic († 1669) a jeho první manželky Bohunky Alžběty Pražmové z Bílkova († 1652), či jeho druhé manželky Valpurgy Heleny z Holdorfu. Z jejich manželství se narodil syn František Karel Bohuslav Sedlnický z Choltic (1675-1731). Ten se 2. února 1691 v Kravařích oženil s Johanou Barborou Sakovou z Bohuněvic.